# الشاوية (اڭزناية الجنوبية)
الشاوية هي إحدى مشيخات المملكة المغربية، تتبع جغرافيا لإقليم تازة وإداريًا لاڭزناية الجنوبية. يقدر عدد سكانها بـ 4354 نسمة حسب الإحصاء الرسمي للسكان والسكنى لسنة 2004.